# Wiktor Bajkow
Wiktor Wasiljewicz Bajkow (ros. Виктор Васильевич Байков, ur. 9 lutego 1935 w Riazaniu) – radziecki lekkoatleta, długodystansowiec, medalista mistrzostw Europy z 1962.

## Kariera sportowa
Specjalizował się w biegu maratońskim. Zdobył brązowy medal w tej konkurencji na mistrzostwach Europy w 1962 w Belgradzie wynikiem 2:24:20, za Brianem Kilbym z Wielkiej Brytanii i Aurèle’em Vandendriessche z Belgii.
Nie ukończył maratonu na igrzyskach olimpijskich w 1964 w Tokio.
Był mistrzem ZSRR w biegu maratońskim w latach 1961–1964, wicemistrzem w 1959 i brązowym medalistą w 1965 i 1966.
22 czerwca 1963 w Moskwie ustanowił rekord świata w biegu na 30 000 metrów wynikiem 1:34:32,2.